# デス (たばこ)
デス（英:DEATH）は、イギリスで1991年から1999年まで製造されていたたばこの銘柄。ドクロの絵柄のパッケージが特徴である。